# TheVR
A TheVR Magyarország egyik legnépszerűbb Twitch- és YouTube-csatornája, amelyet Komzsik János (Jani) és Fábián István (Pisti) alapított 2013-ban. A kezdetben elsősorban videójátékokra és technológiai újdonságokra fókuszáló platform mára több millió követőt gyűjtött különböző csatornákon és közösségi médiafelületeken. A TheVR 2023-ban az első helyen végzett a Forbes legértékesebb magyar influenszereket rangsoroló listáján, és ezt a kiemelkedő pozícióját 2024-ben is sikeresen megőrizte.

## Karrier
A TheVR története 2013-ban kezdődött, amikor két debreceni fiatal, Fábián István és Komzsik János elhatározta, hogy egy tech-portált indít. Fő témájuknak a Magyarországon akkoriban még gyerekcipőben járó virtuális valóságot (VR) választották, amelyet addig kevés figyelem övezett a hazai médiában. Kezdeti videóik a VR-eszközök technikai paramétereinek és funkcióinak bemutatására fókuszáltak, majd ezt követően különböző horrorjátékokat játszottak VR-eszközökkel. Ezek a tartalmak gyorsan meghozták számukra az ismertséget, míg a tényleges áttörést a Cat Mario nevű rage-játékról készült végigjátszás hozta, amelyben Pisti káromkodva küzdötte át magát a játék nehézségein.
A kezdeti nézőközönség hamar stabil követőbázissá alakult. Idővel a TheVR több, tematikus YouTube-csatornát is elindított. Noha a magyarországi vállalkozások lassabban ismerték fel a YouTube tartalomgyártókban rejlő üzleti lehetőségeket, 2016-ban, 360 ezer feliratkozóval, a TheVR még nem tudta kizárólag videózásból fenntartani magát. Ekkoriban a legtöbb bevételük termékbemutató és -tesztelő videókból származott. A gameplay-tartalmak mellett továbbra is meghatározóak maradtak a technológiai újdonságokkal foglalkozó videók.
2017-ben a TheVR főcsatornája Dancsó Péter és a PamKutya után harmadikként lépte át az 500 ezer feliratkozós mérföldkövet a magyar YouTube-térben. Ezzel párhuzamosan a YouTube változtatásokat vezetett be a gameplay-videók monetizációs szabályzatában, amely kiszámíthatatlan helyzetet teremtett. Válaszul a TheVR tartalmainak jelentős részét a Twitch platformra helyezte át, amely az élő közvetítésekre specializálódott, miközben YouTube-csatornájukat is aktívan fenntartották. Mindezek ellenére 2017-re a duó stabil üzleti alapot alakított ki karrierjükhöz.
A Twitch-csatornájukat 2020-ban ideiglenesen letiltotta a platform, miután egy jogvédett Apple-termékbemutatót közvetítettek élőben. A csatornát azonban rövid időn belül sikeresen visszaszerezték. 2021-ben beléptek a TikTok piacára, ahol gyorsan jelentős követőtábort építettek, amely 2024 októberére már meghaladta a 400 ezret. Hatalmas sikert aratott továbbá rendszeresen megjelenő podcast-sorozatuk, a Happy Hour, valamint saját márkás ajándékboltot és mobilalkalmazást is elindítottak.
Tartalmaikat szándékosan politikamentesen gyártják. 2024-ben azonban konfliktusba kerültek Deák Dániellel, a Megafon Központhoz tartozó véleményvezérrel, aki engedélyük nélkül használt fel egy videórészletet mém céljából. Deák azzal érvelt, hogy a videó mémként nem sérti a szerzői jogokat, de végül eltávolította a tartalmat. 2024 novemberében újabb hasonló incidensre került sor, amikor a Tisza Párt engedély nélkül felhasználta a TheVR egyik videóját, amely a mesterséges intelligencia (AI) által generált tartalmak megtévesztő jellegére hívta fel a figyelmet. A TheVR hivatalos kérésére a Tisza Párt eltávolította az érintett anyagot, ugyanakkor a párt vezetője, Magyar Péter nem kommentálta az esetet.

## Gazdasági háttér
A Forbes elemzése szerint a TheVR tartalomgyártó párosa Magyarországon egyedülálló vállalkozást hozott létre, amely saját műfajában kisebb médiabirodalomként működik. Formálisan Fábián István (Pisti) tölti be a vezérigazgatói pozíciót, míg Komzsik János (Jani) produkciós menedzserként tevékenykedik. 2022-re a TheVR csapata két új taggal, Érckövi Balázzsal (Bazsi) és Gyenge Dániellel (Dani) bővült, utóbbi azonban 2023 során egészségügyi okok végett távozott a csapatból. A létszám bővülése ezt követően is folytatódott: Komzsik János felesége, Komzsik Orsolya is csatlakozott a csapathoz, és a webshop üzemeltetésének irányítását vette át. 2024-ben további két alkalmazottal növelték a csapat létszámát, bár az új munkatársak személye egyelőre nem ismert. A működésük helyszíne kezdetektől fogva Debrecen maradt, noha az évek során többször költöztek új, nagyobb stúdiókba. Jelenlegi stúdiójuk mérete eléri a 230 négyzetmétert.
Pénzügyi szempontból a TheVR először 2021-ben lépte át a 100 millió forintos árbevételt. Egy ugyanezen évben bekövetkezett hackertámadás következtében kiszivárgott adatok szerint a Twitch platformról 26 hónap alatt 80-84 millió forint bevételük származott. 2023-ban árbevételük tovább növekedett, elérve a 311,8 millió forintot, amelyből 154 millió forint volt a profit. Ebből 28 millió forintot osztalék formájában vettek ki.